# ثعبة جبلية
الثُعبة الجَبليَّة (أكانثوداكتيلوس مونتانوس) هُو نوعٌ منَ السحالي منْ فصيلة السحالي الحقيقية. هذا النَّوع مُستوطن في الأطلس الكبير بِالمغرب.